# ヒドロクロロチアジド
ヒドロクロロチアジド（Hydrochlorothiazide, HCTZ）は、サイアザイド系（チアジド系）利尿薬の一つである。本態性Ca2+尿症の結石予防、浮腫および腎性尿崩症の治療に使用される。
日本では、かつての代表的な商品名はダイクロトライド（万有製薬・販売中止）。単剤の後発品は、ニュートライドから、ヒドロクロロチアジド錠「トーワ」へと変更され、東和薬品から販売されている。合剤としてプレミネント、エカード配合錠HD/LD、コディオ配合錠MD/EX、ミコンビ配合錠AP/BPなどがある。

## 効能・効果
高血圧症（本態性、腎性等）、悪性高血圧、心性浮腫（鬱血性心不全）、腎性浮腫、肝性浮腫、月経前緊張症、薬剤（副腎皮質ホルモン、フェニルブタゾン等）による浮腫

## 作用機序
接合尿細管において管腔側のNa+-Cl−共輸送担体を阻害することによって食塩(NaCl)の再吸収を抑制し、利尿作用を示す。

## 薬物動態
消化管から速やかに吸収され、血漿蛋白との結合率が高く、腎臓以外にはほとんど分布しない。
糸球体濾過量（GFR）の低下を招くため、高度の腎機能障害がある場合には使用を控える。

## エビデンス
- GUARD studyでは、ベナゼプリル(ACE阻害剤)＋アムロジピン(カルシウム拮抗薬)よりも、ベナゼプリル＋HCTZが有意に尿中アルブミン排泄量を低下させていた。HCTZがより腎保護に優れていると考えられた。[2]
- ヒドロクロロチアジドとクロルタリドンには、高血圧患者における心血管イベントの予防効果に差は無いという報告がある。[3]

## 副作用
- 低カリウム血症 → 糖尿病の増悪・高血糖
- 高尿酸血症

チアジド系利尿薬は一般に高尿酸血症を誘発することが知られているが、これは尿酸排出を担っているMRP4がヒドロクロロチアジドのような利尿薬の排出と競合するためであると考えられている。